# M/S Star I
M/S Star I är en snabbfärja som trafikeras av Tallink på sträckan Kapellskär och Paldiski sedan 9 februari 2025.
Färjan trafikerade ursprungligen rutten Tallinn - Helsingfors som M/S Star mellan 2007 och 2023. Mellan 5 maj 2023 och  och januari 2025 hyrdes färjan av Irish Ferries under namnet M/S Oscar Wilde och M/S James Joyce.  I april 2025 såldes fartygets till Irish Ferries.